# Sweet Sounds of Heaven
Singles de The Rolling Stones
Angry
(2023)
Pistes de Hackney Diamonds
Tell Me Straight
(10) Rolling Stone Blues
(12)
Sweet Sounds of Heaven est une chanson des Rolling Stones en collaboration avec Lady Gaga au chant et Stevie Wonder aux claviers. Elle est d'abord sortie en single musical le 28 septembre 2023 en avant-première de l'album Hackney Diamonds (dont il est extrait) le 20 octobre 2023.

## Enregistrement
La chanson est enregistrée dans des conditions « live » aux Henson Recording Studios à Los Angeles, en Californie, en janvier de cette année. Alors que le groupe travaille la chanson, une sorte de gospel, écrite par Mick Jagger au piano, la chanteuse américaine Lady Gaga qui enregistre son prochain album dans le studio d'à côté est venue rendre visite au groupe et a accepté de la chanter.
Dans une interview avec Zane Lowe sur Apple Music 1, Mick Jagger déclare que Lady Gaga est une « très bonne chanteuse » et ajoute qu'il ne l'avait « jamais entendu chanter dans ce style auparavant » lorsqu'elle a enregistré Sweet Sounds of Heaven. Ce n'est pas la première expérience de la chanteuse avec le groupe ; elle est déjà apparue en concert en 2012 sur la chanson Gimme Shelter lors de la tournée nord-américaine de la compilation GRRR!, que l'on retrouve sur l'album GRRR Live! en 2023.
Jagger poursuit : « Nous l'avons fait en live en studio, et ce fut une expérience formidable. Elle est simplement entrée dans le studio et s'est excitée, a pris connaissance de ses parties de chants, a tâté son chemin et est ensuite devenue plus confiante. Et puis nous sommes revenus et avons fait quelques parties supplémentaires que nous n'avions pas faites ce jour-là, puis nous avons réglé un peu le problème et nous étions dans la salle d'overdubbing, vraiment face à face, en peaufinant beaucoup, les parties étaient vraiment travaillées, puis être légèrement imposant et criant. ».
La chanson est mixée par Serban Ghenea aux studios MixStar (Virginia Beach, Virginie, États-Unis).

## Parution
L'album comportant la chanson est sorti le 20 octobre 2023. La sortie de la chanson en single est annoncée un mois avant, le 28 septembre 2023.
Sweet Sounds of Heaven est annoncé par le groupe via une publication Instagram le 25 septembre 2023, qui diffuse un court extrait du morceau et révéle sa date de sortie. Une vidéo lyrique pour le montage radio du morceau est mise en ligne sur la chaîne YouTube officielle des Rolling Stones le jour de sa sortie, et une interview avec le leader du groupe, Mick Jagger, a également été mise en ligne sur la chaîne YouTube d'Apple Music,. Le 8 décembre, une version live de la chanson est sortie, enregistrée au Racket à New York.
D'une durée de 7 min 22 s, c'est la plus longue chanson de l'album, et le plus long single publié par le groupe (en effet, You Can't Always Get What You Want, bien que longue de 7 min 31 s, ne dure que 4 min 45 s sur le single sorti en 1969). Le groupe publie également une version courte de 5 min 6 s, sans la reprise finale.

## Réception
Neil McCormick du Telegraph donne à la chanson une note parfaite de 5 étoiles sur 5, la qualifiant de « meilleure chose qu'ils aient faite depuis des décennies ». Il ajoute que : « Sweet Sounds of Heaven est un hymne qui appartient à la fin la plus émouvante de la discographie des Rolling Stones, aussi philosophique que You Can't Always Get What You Want, profond et ancré comme Wild Horses et aussi épique que Sympathy for the Devil. Cela montre les Stones en tant que groupe dans toute sa splendeur. »
À la sortie de l'album Hackney Diamonds, Laure Narlian, pour FranceTVInfo, estime que le titre est une « une ascension vers les étoiles qui nous console de tout » et qu'avec l'intervention de Lady Gaga en « formidable en choriste soul » et de Stevie Wonder « qui ajoute sa touche magique aux claviers » ce morceau « est assurément le climax de cet album ».

## Classements

### Classements hebdomadaires
| Classement (2023)                    | Meilleur position |
| ------------------------------------ | ----------------- |
| Canada Digital Songs (Billboard)     | 19                |
| Croatie (HRT)                        | 20                |
| 84                                   |                   |
| Japon Hot Overseas (Billboard Japan) | 6                 |
| 42                                   |                   |
| Pays-Bas (Tipparade)                 | 18                |
| Nouvelle-Zélande Hot Singles (RMNZ)  | 23                |
| 72                                   |                   |
| Royaume-Uni Singles Sales (OCC)      | 2                 |
| Royaume-Uni Singles Downloads (OCC)  | 15                |
| États-Unis (Digital Songs)           | 29                |
| États-Unis (Alternative Songs)       | 45                |

### Classement de fin d'année
| Chart (2023)                    | Position |
| ------------------------------- | -------- |
| Royaume-Uni Vinyl Singles (OCC) | 20       |

## Crédits
Crédités :

### The Rolling Stones
- Mick Jagger : chant, percussions
- Keith Richards : guitare
- Ron Wood : guitare

### Musiciens additionnels
- Ron Blake : trompette
- Matt Clifford : orgue hammond[23]
- Lady Gaga : chant[24],[25]
- Steve Jordan : batterie
- James King : saxophone
- Stevie Wonder : piano électrique Rhodes, synthétiseur Moog[26]
- Andrew Watt : basse, chœurs

### Equipe technique
- Production : Andrew Watt
- Enregistré au Henson Recording Studio à Los Angeles
- Ingénieurs du son : Lars Fox, Marco Sonzini, Paul Lamalfa
- Assistants ingénieur du son : Barnabas Poffley, Joe Brice, Joe Dougherty, Kelsey Porter, Rich Evatt, Tommy Turner
- Assistants studio : Brendan Morawski, Marcel Van Gool, Pierre De Beauport
- Mixage : Serban Ghenea (MixStar Studios, Virginia Beach, Virginie)
- Mastering : Matt Colton (Metropolis Studios, Londres)
- Illustration : Paulina Almira